# Utilizarea hidrogenului
Anual consumul mondial de hidrogen  se cifrează la peste 500 miliarde metri cubi în diverse scopuri și în diferite domenii, a căror varietate și necesități sunt în creștere pe măsura scăderii resurselor de combustibili fosili și schimbărilor climatice datorate creșterii emisiunii de CO2 în atmosferă. Pentru a putea asigura accesul diferiților consumatori la sursele de hidrogen este necesară dezvoltarea unei infrastructuri adecvate.

## Gaz de umplere pentru baloane
Una din primele utilizări ale hidrogenului a fost în cazul baloanelor. Inițial a fost utilizat de  prof Jacques Alexandre César Charles la 27 august 1783 pentru un zbor de 45 minute. Primele dirijabile au fost umplute cu hidrogen. Datorită inflamabilității ușoare, s-au produs însă nenumărate accidente (catastrofa dirijabilelor Dixmude în 1923 și Hindenburg în 1937) și a fost înlocuit de heliu. Datorită densității mici, baloanele umplute cu hidrogen au o forță ascensională mare.
Astfel se pretează foarte bine la utilizarea și în prezent în cazul baloanelor meteorologice, de ridicare și transport și de reclamă.

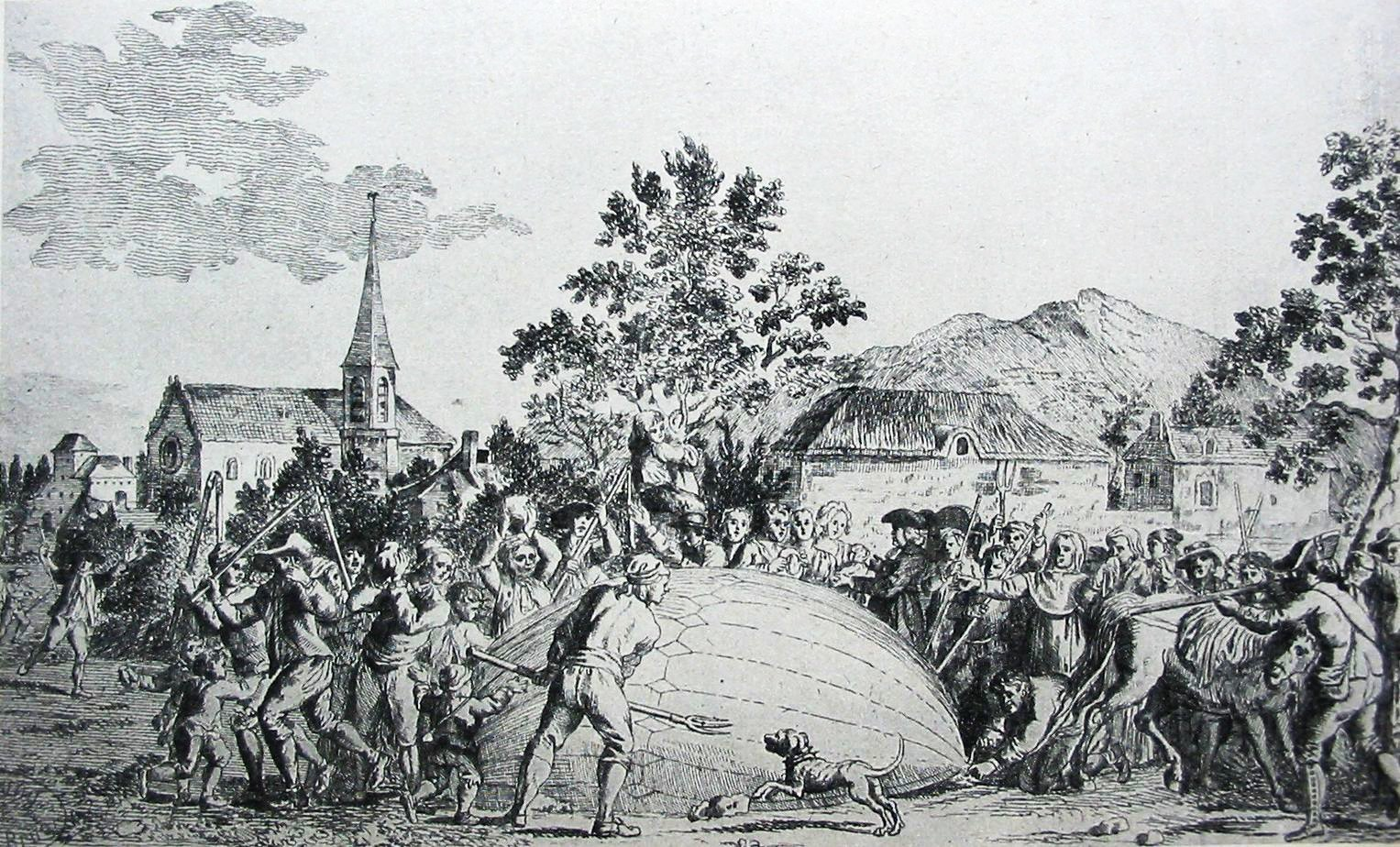
Balon cu hidrogen al Prof. Charles
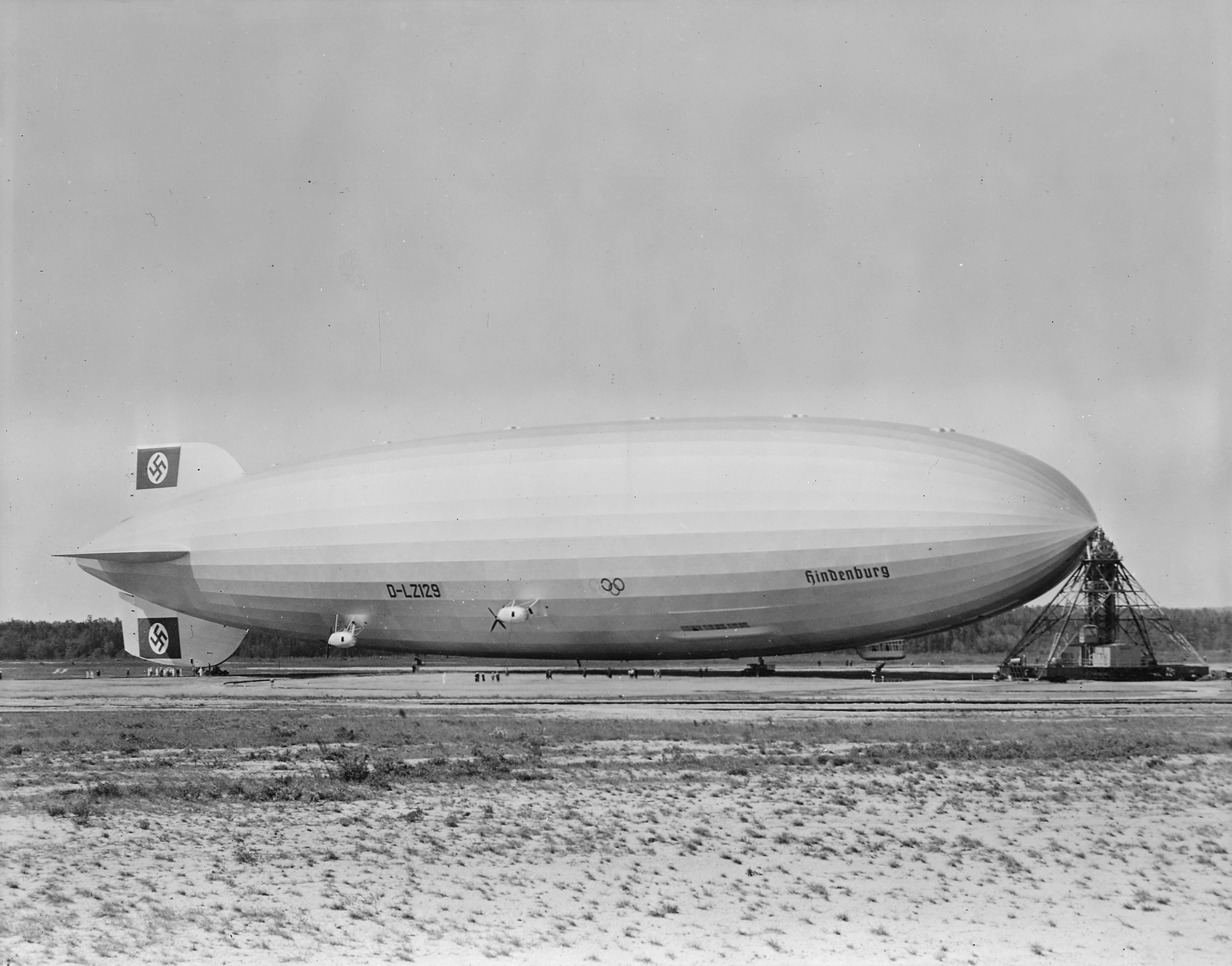
Dirijabilul Hindenburg în Lakehurst în anul 1936
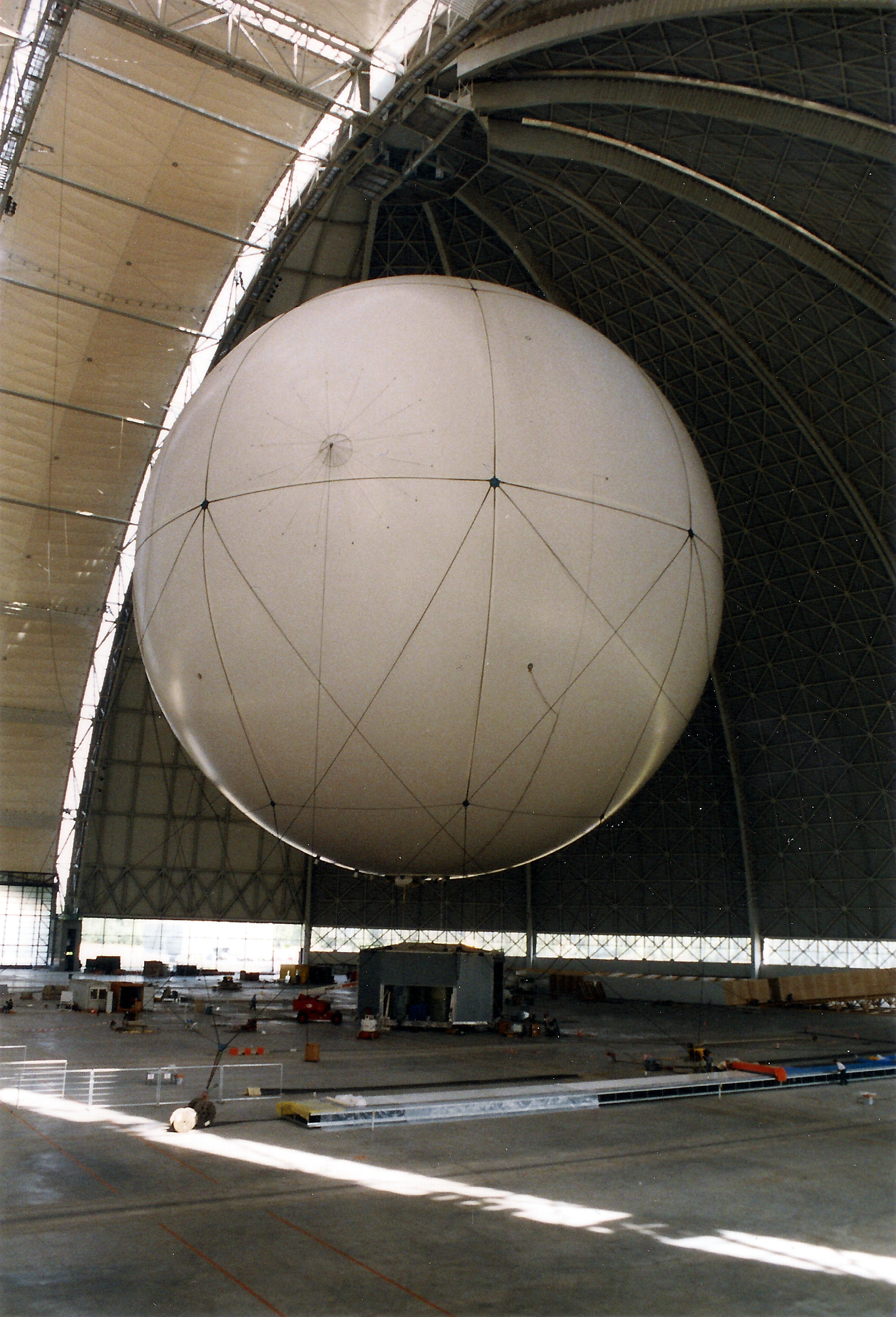
Balon de ridicare și transport CL 75 Aircrane

## Sursă de energie

### Sudură
Pe lângă sudarea oxiacetilenică, la sudarea cu gaz (tot mai rar utilizată, temperatura flăcării cca. 3100°C) se poate utiliza energia de ardere a hidrogenului în locul acetilenei. De fapt pentru prima dată în anii 1838/40 francezul Desbassayns de Richmont a reușit să sudeze cu o flacără de hidrogen două plăci de plumb. La sudura cu arc cu hidrogen atomic se utilizează energia de recombinare (-436,22kJ/mol) a hidrogenului atomic în hidrogen molecular rezultând în punctul de sudare o temperatură de până la 4000°C. La sudură în mediu cu gaz inert, hidrogenul este utilizat și în componența gazului de protecție ex.( Arcal10 = 10 % Hidrogen, 40 % Argon, 50 % Azot).

### Combustibil pentru rachete

SSME

În tehnica spațială hidrogenul lichid este un combustibil obișnuit pentru motoarele criogenice ale rachetelor, și este stocat de exemplu în rezervorul de combustibil al rachetei de lansare (SSME) a navetelor spațiale americane. În aceste motoare hidrogenul lichid este folosit întâi la răcirea ajutajului și a altor părți ale motorului, înainte de a fi amestecat cu oxidantul, de obicei oxigenul lichid (LOX), și apoi ars. Din ardere rezultă apă, ozon și apă oxigenată.
Arderea se face în amestec bogat, raportul de masă a celor două componente fiind de 1:4 – 1:6, astfel că în gazele de ardere se mai găsește hidrogen, ceea ce reduce eroziunea camerei de ardere și a ajutajului. Deși arderea este incompletă, masa hidrogenului nears și scăderea masei molare a gazelor evacuate compensează întrucâtva scăderea impulsului specific datorită arderii incomplete. Rezervorul de combustibil al rachetei navetei spațiale conține 515,5 m³ hidrogen și 554 m³ oxigen.
Temperatura în camera de ardere atinge 3300 °C, viteza de evacuare fiind de 4440 m/s în vid, respectiv 3560 m/s la presiune normală. Fiecare din cele trei motoare principale dezvoltă o tracțiune de 1,8 MN.

### Combustibil pentru avioane cu reacție
În tehnica aeronautică, primul motor cu reacție construit de firma Heinkel HeS 1 în 1937 – a funcționat având ca și combustibil hidrogen. Actuelmente sunt dezvoltate motoare cu reacție ce pot funcționa pe bază de hidrogen, dar deocamdată nu sunt în exploatare datorită masei mari a rezervoarelor ce intră în contradicție cu necesitățile privind greutatea proprie a avioanelor. În anul 1988 avionul TU – 156 variantă a TU –154, având toate cele trei motoare modificate, a zburat cu succes pe alimentare cu hidrogen stocat sub stare de agregare lichidă.
Airbus are un proiect de construcție Cryoplane cu participarea a 36 firme pentru a evalua posibilitatea realizării unui avion cu hidrogen lichid.

### Combustibil pentru motoare cu ardere internă

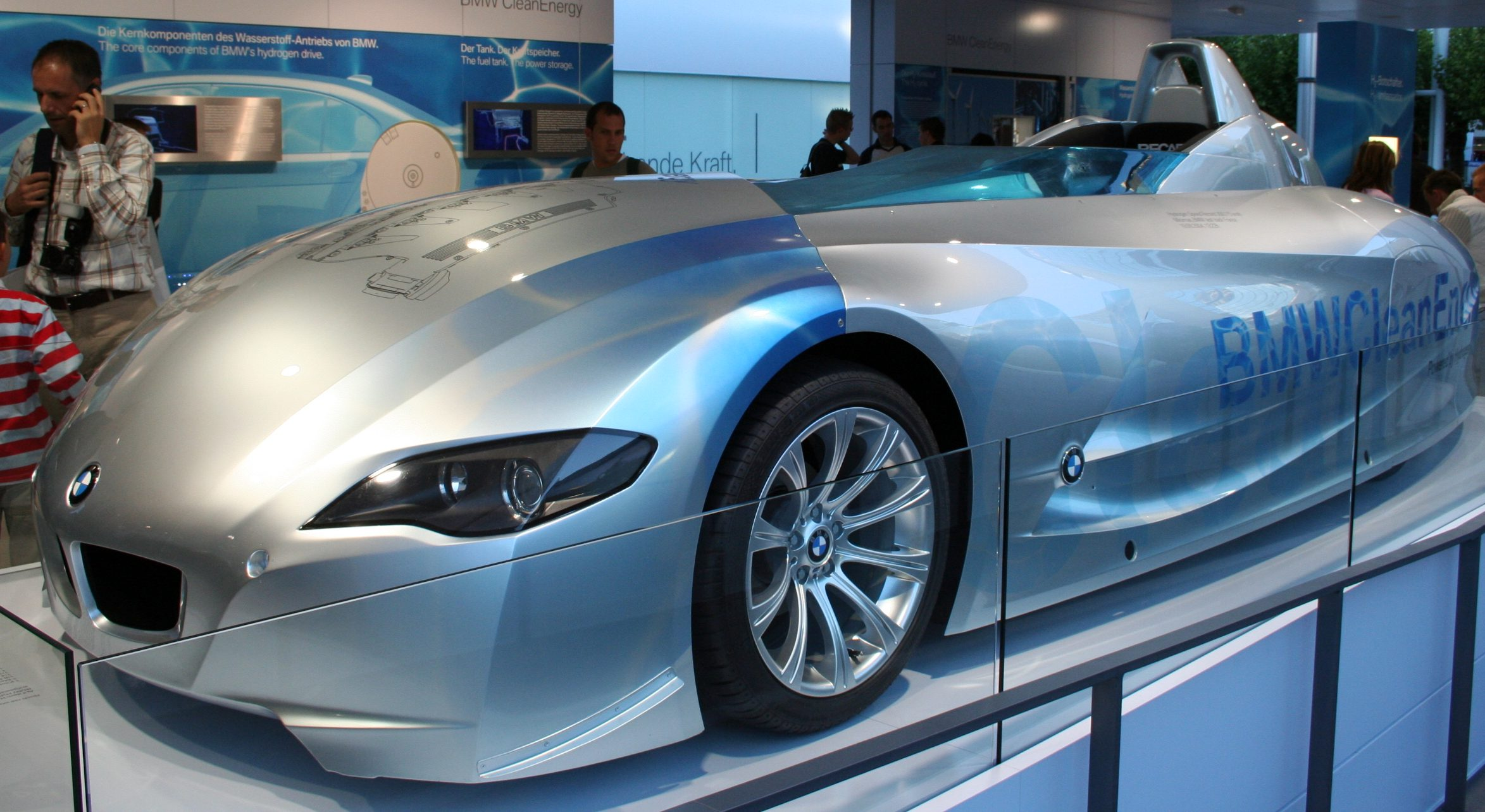
BMW H2R

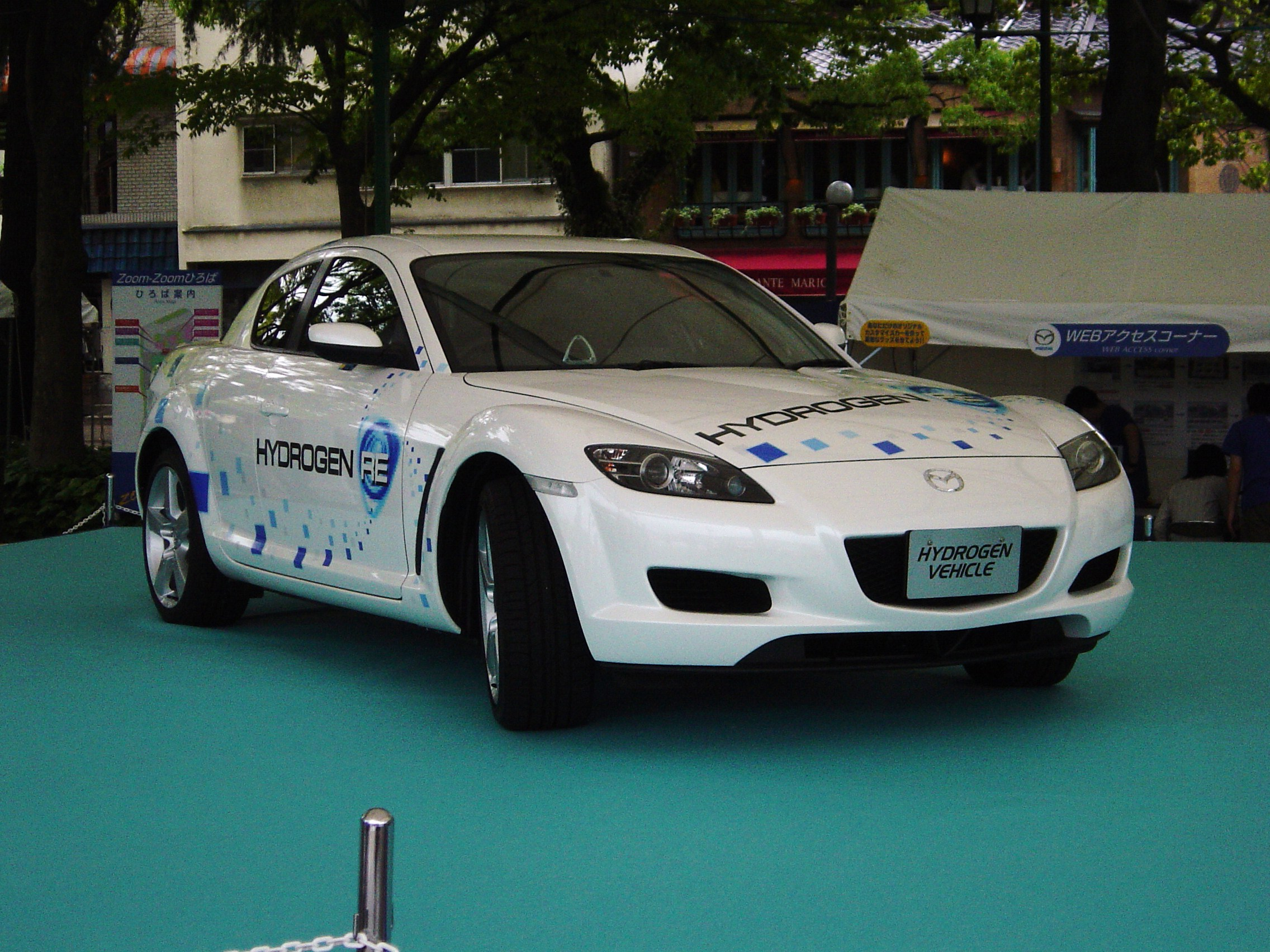
Mazda RX-8

Cu mici modificări, motoarele cu ardere internă pot fi adaptate pentru a utiliza hidrogen lichid drept combustibil. 
BMW H2R ("Hydrogen Record Car") cu o putere de 210kW (232CP)  a atins 300km/h. Hydrogen 7 al aceleiași firme este construit cu un motor de  260 kW, 229 km/h și 0 - 100km/h in 9.5 sec. Cu posibilitate dublă de alimentare benzină și hidrogen. Acest lucru s-a realizat prin montarea unui rezervor de hidrogen lichid ceea ce a redus capacitatea compartimentului de bagaje de la 500 la 250 l. Hidrogenul înmagazinat permite o autonomie de 200km, dar la neutilizare în decurs de 9 zile se reduce la o cantitate suficientă pentru parcurgerea a 20 km.
Mazda a echipat modelul său RX-8 cu motor Wankel (piston rotativ) ce funcționează cu combustibil hibrid benzină sau hidrogen dezvoltând 184 kW (255 hp).
Avantajele utilizării hidrogenului la motoarele cu ardere internă:
- Puterea litrică a motorului crește cu 10-15% față de cazul utilizării benzinei, dacă hidrogenul se introduce direct în cilindri.
- Se reduce funcționarea dură a motorului datorită vitezei mai mici de creștere a presiunii, prin intermediul propagării frontului de flacără și a formei camerei de ardere.
- Sarcina motorului se reduce calitativ, conducând la obținerea unor randamente mai mari la sarcini parțiale decât la folosirea benzinei.
- Se reduc destul de mult emisiile poluante prin dispariția totală a oxidului de carbon, a particulelor solide și a hidrocarburilor nearse.

### Combustibil în pile de combustie

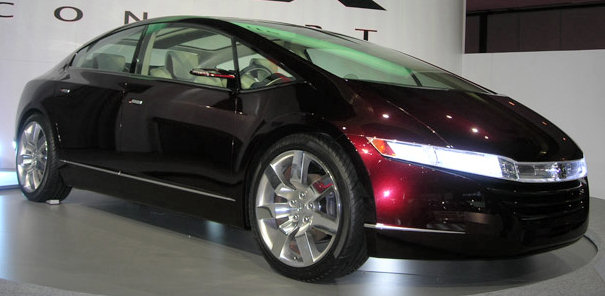
Honda FCX

Pilele de combustie sunt dispozitive de conversie electrochimică ce produc energiei electrică utilizând drept combustibil hidrogen, metan, metanol, soluție de glucoză,  iar ca oxidant oxigen, clor, bioxid de clor, peroxid de hidrogen etc. Tensiunea la bornele pilei de combustie cu hidrogen, teoretic, este de 1,23V dar practic se atinge 0,5-1V din care motiv sunt legate în serie și paralel în grupuri de obicei mai mari de 45 pile. Randamentul ajunge până la de 72% pe celulă (62% pe sistem) în funcție de tip, energia netransformată în curent electric este disipată sub formă de căldură. Pilele de combustie se utilizează în:
Mijloace de transport

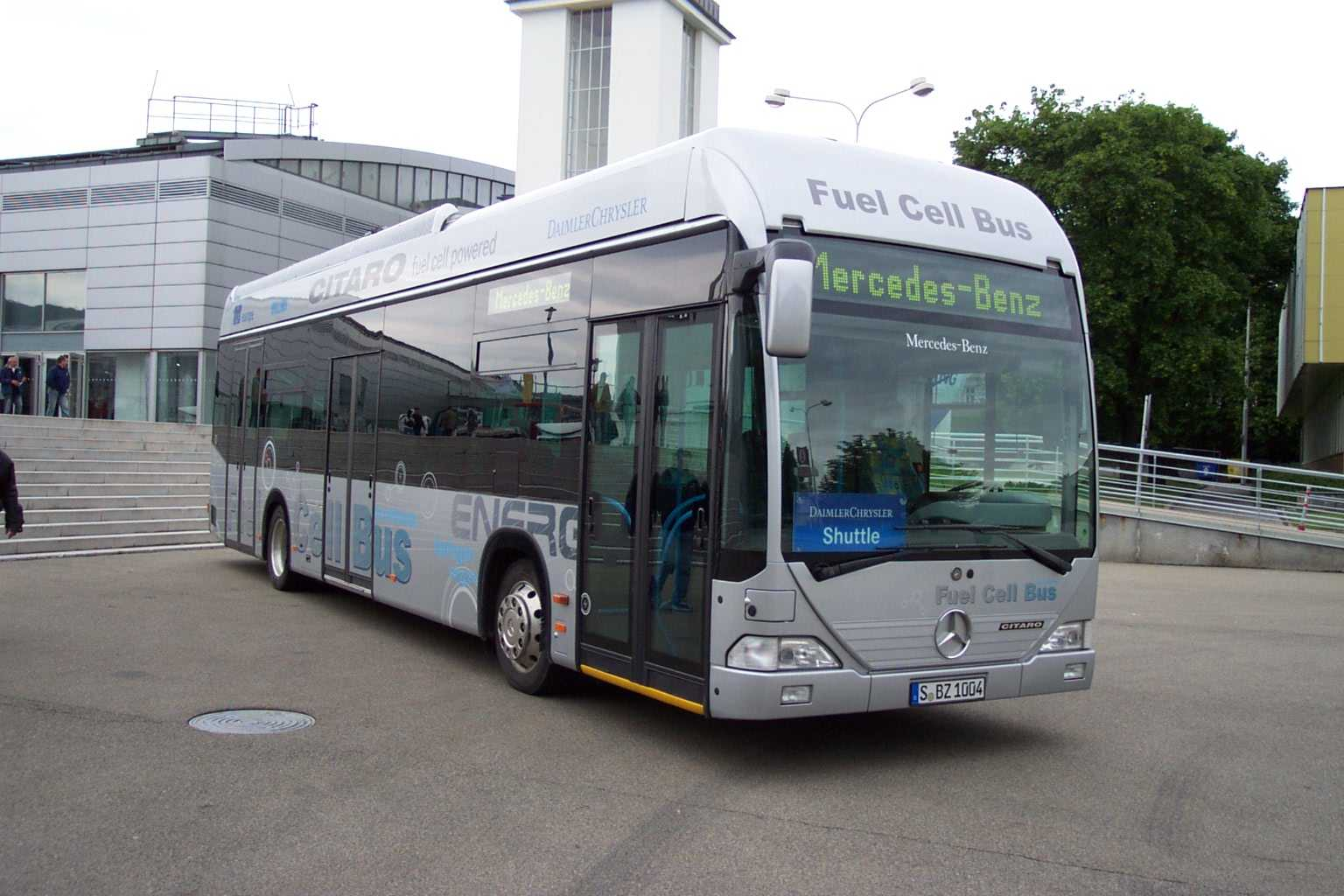
Autobus Mercedes-Benz

- 37 autobuse fabricate de firma Mercedes-Benz sunt în exploatare în 9 orașe europene în cadrul proiectului Clean Urban Transport for Europe
- 20 autoturisme tip Honda FCX sunt în circulație având rezervoare de hidrogen în care încap max. 4 kg hidrogen ce asigură 300km autonomie la o viteză de max. 150km/h și o putere de 80kW (107CP)
- Firma Boeing are un proiect de utilizarea hidrogenului stocat sub formă gazoasă ce este utilizat în pile de combustie ce produc electricitate pentru electromotorul de acționare a avionului.

Aparate portabile
Ca sursă de energie electrică sub formă de pilă de combustie miniaturală poate înlocui acumulatoarele în aparatele portabile. Tehnologia stocării hidrogenului în cantități mici nu este pusă la punct.
Centrale pentru clădiri
Pilele de combustie pot fi utilizate pentru generarea de curent electric, iar căldura disipată (până la 50% din energia înmagazinată în hidrogen) pentru încălzire și prepararea apei calde.

### Combustibil în centrale nucleare de fuziune

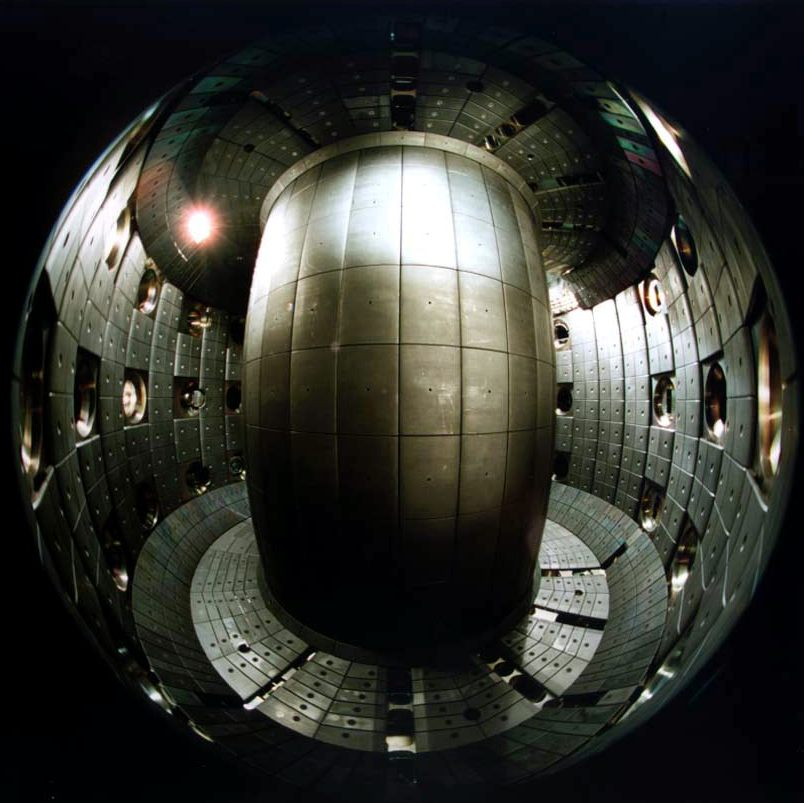
Interiorul unui Tokamak

În proiectul JET cu ajutorul camerei toroidale Tokamak s-a realizat la 9 noiembrie 1991 prima reacție de fuziune cu un amestec de 86:14 deuteriu-tritiu, iar în anul 1998 s-a atins un Q=0,7 la un vârf de 16MW pe o durată mai scurtă de o secundă. ITER constituie un proiect mai evoluat care a fost lansat din 21 noiembrie 2006 cu semnarea tratatului de colaborare între 7 state industriale pentru realizare primului reactor test în Cadarache. Acest reactor este proiectat să producă 500MW pe o durată continuă de 500 secunde arzând un amestec de circa  0.5g  D + T în spațiul de  ~840 m3 al camerei reactorului. Primele rezultate erau așteptate pentru anul 2016. Continuare acestui proiect era preconizată a fi un reactor de 3000-4000MW în caz de succes al testului.

## Materie primă în procesul de reducere a minereurilor
Hidrogenul poate reacționa cu oxizii metalelor preluând oxigenul din aceștia. Va rezulta apă și metalul al cărui oxid a intrat în reacție. Acest procedeu este utilizat în industria metalurgică pentru a obține metale cu o puritate mai ridicată.

## Materie primă în procesul de fabricare a amoniacului
În procedeul Haber-Bosch din gaz metan, prin reformare în trei faze, se obține hidrogen care mai apoi reacționează cu azotul din aer la o presiune de 300 bar și o temperatură de 450°C. Rezultă amoniac utilizat la fabricarea îngrășămintelor și explozivilor. Datorită temperaturii și presiunii mari, fabricarea amoniacului necesită un consum de energie ce reprezintă 1,1% din producția mondială.

## Materie primă în procesul de hidrogenare

### Cărbune
Există două procedee mai cunoscute în care prin hidrogenarea cărbunelui se obțin hidrocarburi: 

#### - Procedeul Bergius-Pier
Din cărbune amestecat cu ulei greu la 300bar și 450–500 °C, cu adăugare de hidrogen, în cuptoare speciale rezultă uleiuri grele, medii și benzină.

#### - Procedeul Fischer-Tropsch
Din gazul de sinteză (CO/H2)  în prezența catalizatorului de cobalt sau fier la 20 - 40 bar și 200°C - 350°C rezultă uleiuri și benzină. 
Aceste procedee devin competitive la un preț al petrolului de peste 50-60$ pe baril. Actualmente în Africa de Sud o mare parte din combustibil este asigurat pe această cale. La fel în SUA și China există astfel de instalații. Aceste procedee contribuie intens la emisia de CO2.

### Grăsimi
Prin hidrogenare, în uleiurile vegetale, se saturează legăturile duble din moleculele acizilor grași cu hidrogen. Procesul are loc în prezența catalizatorului din nichel la 120-180 °C și o presiune de  6-7bar. Moleculele rezultate au un punct de topire mai înalt și ca urmare produsul rezultat (margarina) devine consistentă la temperatura camerei.

### Material sintetic
Prin hidrogenare materialele sintetice se sparg în componente mai mici rezultând produse gazoase și lichide uleioase. În acest scop materialele sintetice se mărunțesc, se spală și la 500 °C, sub presiune, cu ajutorul hidrogenului vor fi transformate. Gazele rezultate vor putea fi utilizate ca și combustibil, cu mențiunea că vor rezulta mai puține reziduuri toxice decât în cazul arderii directe a deșeurilor.

## Agent de răcire
Datorită capacității termice masice mari, hidrogenul este utilizat în centrale și instalații industriale ca agent de răcire. De obicei se utilizează H2 în cazurile în care nu se poate apela la lichide. Avantajul capacității mari se evidențiază în cazurile când viteza de circulație a gazului se cere a fi redusă sau nulă. Deoarece hidrogenul prezintă și o bună conductibilitate termică, se pot utiliza curenți de hidrogen pentru transportul căldurii în rezervoare mari. În astfel de aplicații hidrogenul apără instalațiile de supraîncălzire și mărește eficiența.

## Criogenie
Hidrogenul lichid având o capacitate termică foarte mare se poate utiliza ca agent de răcire pentru temperaturi foarte mici necesare în cazul supraconductorilor, a distilării criogenice, conservării celulelor și organelor, intervențiilor chirurgicale criogenice. Hidrogenul lichid poate absorbi mari cantități de căldură înainte ca să se observe o variație semnificativă de temperatură rezultând o stabilitate mare chiar și la oscilații mari ale temperaturii exterioare.

## Gaz pentruscufundarela mare adâncime
Primele încercări de utilizare a hidrogenului în scufundare, ca înlocuitor al azotului și heliului, au fost efectuate de Marina Militară Suedeză. În anul 1945, inginerul suedez  Arne Zetterstrőm a investigat pentru prima dată posibilitățile de folosire a amestecului hidrogen-oxigen (HIDROX) în scufundare. Acesta a efectuat o scufundare la 156 m adâncime în Marea Baltică. Din păcate, Zetterstrőm moare într-un accident, pe timpul revenirii la presiunea atmosferică, datorat unei avarii la vinciul de ridicare.
După acest eveniment tragic, problema utilizării hidrogenului în scufundare a rămas în suspensie mulți ani. Abia în anul 1968, francezii de la  Comex S.A. reiau ideea inițiind programul HYDRA, care a culminat în anul 1992 cu experimentul uman HYDRA X la 701 m adâncime. Amestecul respirator utilizat a fost un amestec ternar numit HIDRELIOX compus din hidrogen (29%)-heliu (76%)-oxigen (0,6%).
Principalele motive pentru care s-a impus ca necesară utilizarea hidrogenului în realizarea amestecurilor respiratorii destinate tehnologiilor de scufundare sunt:
- hidrogenul este un gaz ușor,
- se găsește din abundență în natură,
- are capacitatea de a dilua oxigenul pentru a-l face respirabil în doze convenabile.

După numeroase experiențe pe animale, efectuate de Brauer în S.U.A., Orhagen în Suedia și echipa condusă de H. G. Delauze în Franța, s-a demonstrat că hidrogenul nu este toxic.
Utilizarea hidrogenului ca diluant al oxigenului în amestecuri respiratorii are o dublă perspectivă:
- amelioarea compartimentului profesional al intervențiilor sub apă, între 300 și 500 m adâncime;
- posibilitatea de a se atinge pragul de 700 m adâncime, în condițiile de securitate, confort și eficiență, pe care nici un alt gaz nu le permite.

Hidrogenul are însă marele dezavantaj fiind violent exploziv când este amestecat cu aer în proporții ce includ prezența a 5,3% oxigen, iar în amestec cu peste 4% oxigen, devine în mod spontan exploziv. Pentru a se evita riscul combinației chimice, concentrația volumică de oxigen din amestecul
respirator hidrogen-oxigen trebuie să fie mai mică de 4% ( rO2 < 0,04).
Această restricție permite utilizarea amestecului hidrogen-oxigen la scufundări între 70 și 700 m adâncime.